# Dominique Swain
Dominique Ariane Swain (Malibú, California, 12 de agosto de 1980) es una actriz estadounidense. Saltó a la fama al protagonizar una nueva versión de 1997 de la película Lolita (1962), basada en la novela homónima de Vladimir Nabokov.

## Primeros años
Dominique Ariane Swain nació camino al hospital, el 12 de agosto de 1980, en una autopista de Santa Mónica (California), es hija de David y Cindy Swain, se crio en Malibú con sus padres y sus cuatro hermanos, con un estilo de vida modesto.

## Carrera
Swain comenzó su carrera en Hollywood como doble; apareció como la doble de Quinn, la hermana menor del personaje de Macaulay Culkin, en The Good Son (1993) de Joseph Ruben. En 1995, a la edad de 15 años, fue elegida entre 2500 niñas para interpretar el papel principal de Dolores «Lolita» Haze en la controvertida adaptación cinematográfica de 1997 de Lolita de Adrian Lyne. Tenía 15 años durante el rodaje y su actuación fue elogiada por la crítica. Más tarde interpretó a la adolescente rebelde Jamie Archer en Face/Off (1997) de John Woo. Protagonizó la película dramática Girl de 1998, en la que interpreta a una estudiante de secundaria que está decidida a perder su virginidad. Luego desempeñó un papel central en la película Alpha Dog de 2006. En 2009, Swain apareció en Starz Inside: Sex and the Cinema, que analizaba la representación del sexo en el cine. Ese mismo año, apareció en la película Noble Things, sobre la estrella del country Jimmy Wayne Collins, que también protagonizó el músico country Lee Ann Womack. Swain también protagonizó la película de terror / slasher Fall Down Dead como el personaje principal, Christie Wallace.  Protagonizó el thriller romántico de Monte Hellman Road to Nowhere en 2010. En 2011, Swain apareció en el thriller de acción de David Ren The Girl from the Naked Eye. Protagonizó la película de ciencia ficción directamente para video Nazis at the Center of the Earth en 2012. En 2013, Swain protagonizó la película dramática Blue Dream de Gregory Hatanaka como Gena Townsend. En 2015 estuvo en la película de acción independiente Skin Traffik junto a Mickey Rourke, Daryl Hannah, Eric Roberts y Michael Madsen.

## Vida personal
Swain contrajo matrimonio en 2012 con el guionista y director Marc Clebanoff. En 2001, a la edad de 21 años, Swain posó desnuda para la campaña de PETA I'd Rather Go Naked than Wear Fur («Prefiero ir desnudo que usar pieles»).

## Filmografía

### Películas
| Año  | Título                                                       | Rol                    | Notas        |
| ---- | ------------------------------------------------------------ | ---------------------- | ------------ |
| 1997 | Face/Off                                                     | Jamie Archer           |              |
| 1997 | Lolita                                                       | Dolores "Lolita" Haze  |              |
| 1998 | Girl                                                         | Andrea Marr            |              |
| 2000 | Intern                                                       | Jocelyn Bennett        |              |
| 2000 | The Smokers                                                  | Jefferson Roth         |              |
| 2001 | Happy Campers                                                | Wendy                  |              |
| 2001 | Tart                                                         | Cat Storm              |              |
| 2001 | Mean People Suck                                             | Kate                   | Corto        |
| 2002 | Pumpkin                                                      | Jeanine Kryszinsky     |              |
| 2002 | Dead in the Water                                            | Gloria                 |              |
| 2002 | New Best Friend                                              | Sidney Barrett         |              |
| 2002 | Briar Patch                                                  | Inez Macbeth           |              |
| 2003 | As Virgins Fall                                              | Ellen Denver           |              |
| 2003 | The Job                                                      | Emily Robin            |              |
| 2004 | The Freediver                                                | Maggie                 |              |
| 2004 | The Madam's Family: The Truth About the Canal Street Brothel | Monica                 | TV movie     |
| 2004 | Out of Season                                                | Kelly Phillips         |              |
| 2005 | Devour                                                       | Dakota                 | Video        |
| 2005 | Journeyman                                                   | Dominique              |              |
| 2005 | The Locrian Mode                                             | Jill                   | Corto        |
| 2006 | Alpha Dog                                                    | Susan Hartunian        |              |
| 2006 | All In                                                       | Ace                    |              |
| 2006 | Totally Awesome                                              | Lori                   | Film para TV |
| 2007 | The Pacific and Eddy                                         | Chelsea                |              |
| 2007 | White Air                                                    | Christie               |              |
| 2007 | Dead Mary                                                    | Kim                    | Video        |
| 2007 | Fall Down Dead                                               | Christie Wallace       |              |
| 2008 | Prairie Fever                                                | Abigail                | Video        |
| 2008 | Stiletto                                                     | Nancy                  |              |
| 2008 | Noble Things                                                 | Amber Wades            |              |
| 2008 | Toxic                                                        | Nadia                  |              |
| 2008 | A Cat's Tale                                                 | Mamá (voz)             | Video        |
| 2008 | Capers                                                       | Mercy                  |              |
| 2008 | Borders                                                      | Ashley                 | Short        |
| 2009 | Nightfall                                                    | Quinn                  |              |
| 2009 | Stuntmen                                                     | Mindy Danger           |              |
| 2010 | Road to Nowhere                                              | Nathalie Post          |              |
| 2010 | Trance                                                       | Laura                  |              |
| 2012 | The Girl from the Naked Eye                                  | Alissa                 |              |
| 2012 | Nazis at the Center of the Earth                             | Dra. Paige Morgan      | Video        |
| 2012 | Private War                                                  | Roberts                | Video        |
| 2013 | Blue Dream                                                   | Gena                   |              |
| 2014 | The Knockout Game                                            | Ciudadana              | Corto        |
| 2014 | Fatal Instinct                                               | Aly                    |              |
| 2014 | The Lost Girls                                               | Lucy                   |              |
| 2014 | Boudoir                                                      | Colette                | Short        |
| 2015 | Sharkansas Women's Prison Massacre                           | Honey                  | Film para TV |
| 2015 | The Mourning                                                 | Mujer de traje         |              |
| 2015 | No Deposit                                                   | Chica en el bar        |              |
| 2015 | Fatal Flip                                                   | Alex Saunders          | Film para TV |
| 2015 | Skin Traffik                                                 | Anna Peel              |              |
| 2015 | 6 Ways to Die                                                | Steph Garcia           |              |
| 2015 | Rock Story                                                   | Sammy Carlson          |              |
| 2015 | Embers                                                       | Mujer de vestido largo |              |
| 2015 | A Horse Trail                                                | Sydney                 |              |
| 2016 | The Wrong Roommate                                           | Janice Dahl            | Film para TV |
| 2016 | Widows                                                       | Amanda Brandt          | Short        |
| 2016 | The Demon in the Dark                                        | Giganta                | Short        |
| 2016 | Fishes 'n Loaves: Heaven Sent                                | Reva Hutchins          |              |
| 2016 | The 6th Friend                                               | Heather                |              |
| 2016 | A Doggone Christmas                                          | Dra. Langley           |              |
| 2016 | A Husband for Christmas                                      | Amanda Hess            | Film para TV |
| 2017 | The Matadors                                                 | Madonna                |              |
| 2017 | You Can't Have It                                            | Tammy                  |              |
| 2017 | The Fast and the Fierce                                      | Juliette               |              |
| 2017 | Boone: The Bounty Hunter                                     | Olivia                 |              |
| 2017 | Hate Horses                                                  | Wendy Lou Perrin       |              |
| 2017 | You Have a Nice Flight                                       | Ashley                 |              |
| 2017 | The Black Room                                               | Stacy                  |              |
| 2017 | Photographic Memory                                          | Elisa McAdams          | Corto        |
| 2017 | Hexing                                                       | Alice                  |              |
| 2017 | Spreading Darkness                                           | Fiona Funari           |              |
| 2018 | Battle Drone                                                 | Alexandra Hayes        |              |
| 2018 | A Doggone Adventure                                          | Amy Hill               |              |
| 2018 | Astro                                                        | Julie Adams            |              |
| 2018 | Minutes to Midnight                                          | Chloe                  |              |
| 2018 | The Wrong Cruise                                             | Monica                 | Film para TV |
| 2018 | For Jennifer                                                 | Randi                  |              |
| 2018 | Nazi Overlord                                                | Dr. Eris               |              |
| 2018 | The Wrong Teacher                                            | Beth                   | TV movie     |
| 2019 | 1st Born                                                     | Ingrid                 |              |
| 2019 | Rottentail                                                   | Anna Banana            |              |
| 2019 | Blood Craft                                                  | Hilde                  |              |
| 2019 | The Last Big Save                                            | Joan                   |              |
| 2019 | 2177: The San Francisco Love Hacker Crimes                   | Guadalupe Santana      |              |
| 2019 | The Wrong Mommy                                              | Kellyanne              | Film para TV |
| 2019 | Eminence Hill                                                | Gretchen               |              |
| 2020 | Chronicle of a Serial Killer                                 | Kelly Smith            |              |
| 2020 | Girl Lost: A Hollywood Story                                 | Beth                   |              |
| 2020 | Meteor Moon                                                  | General Hauser         |              |
| 2021 | Obsessed with the Babysitter                                 | Silvia Cartwright      | Film para TV |
| 2021 | The Wrong Mr. Right                                          | Scarlett Shaw          | Film para TV |
| 2022 | 4 Horsemen: Apocalypse                                       | General Bridget Norris |              |
| 2022 | Shadow Master                                                | Dewitt's Mother        |              |
| 2023 | End Times                                                    | Tina                   |              |
| 2023 | End Times (II)                                               | Tina                   |              |
| 2023 | Secrets at the Museum                                        | Danielle               | Film para TV |

### Televisión
| Año  | Título                  | Rol                  | Notas                                                                  |
| ---- | ----------------------- | -------------------- | ---------------------------------------------------------------------- |
| 2005 | JAG                     | Teniente Eve Sorrens | Episodio: "The Sixth Juror"                                            |
| 2006 | Ghost Whisperer         | Stacy Chase          | Episodio: "Friendly Neighborhood Ghost"                                |
| 2014 | Celebrity Ghost Stories | Ella misma           | Episodio: "Julie White/Roger Bart/Dominique Swain/Thomas Ian Nicholas" |

### Videos musicales
| Año  | Título                     | Artista                |
| ---- | -------------------------- | ---------------------- |
| 1998 | "Lullaby"                  | Shawn Mullins          |
| 2002 | "We Are All Made of Stars" | Moby                   |
| 2004 | "Rapid Hope Loss"          | Dashboard Confessional |
| 2007 | "Rockstar"                 | Nickelback             |